# Alfred Agache (Architekt)

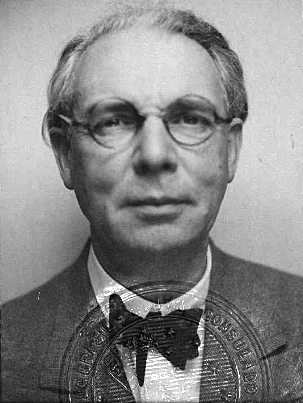
Alfred Agache

Alfred Hubert Donat Agache (* 24. Februar 1875 in Tours; † 4. Mai 1959 in Paris; manchmal auch Alfredo Agache genannt) war ein französischer Architekt und Stadtplaner.

## Biografie
Seine Mutter Lucie Kuhlmann war eine Tochter des Industriellen Frédéric Kuhlmann, sein Vater Édouard ein Chemie- und Textilindustrieller aus der Region Lille. Sein Onkel, der ebenfalls Alfred Agache hieß, war ein bekannter Maler. Agache schloss 1905 sein Architekturstudium an der École des Beaux-Arts in Paris ab. 1912 erreichte er beim Gestaltungswettbewerb für die neue australische Hauptstadt Canberra den dritten Platz, hinter Walter Burley Griffin und Eliel Saarinen. Er entwarf auch Masterpläne für die Städte Dunkerque, Creil und Poitiers. Agache war Mitbegründer der Société Française des Urbanistes, der französischen Gesellschaft der Urbanisten.
Ab 1927 war in Brasilien tätig und entwarf Masterpläne für die Städte Rio de Janeiro, Porto Alegre und Curitiba. Seine Pläne erwiesen sich in der Regel als zu kostspielig. Sie bildeten jedoch die Grundlage für weitere Pläne, die dann auch umgesetzt wurden. So gilt Curitiba heute noch als eine der am besten geplanten Städte der Welt.

## Chronologie seiner wichtigsten städtebaulichen Vorhaben
- 1911: Verwirklichung seiner Stadtplanung von Dunkerque, bei der es galt, das Zentrum mit den industriellen Vororten auf allen verfügbaren Verkehrswegen anzuschließen.
- 1912: Stadtplanung von Canberra
- 1913: Ernennung zum Generalsekretär des Musée social. Er hielt seine ersten Vorlesungen über Städtebau an der École libre des sciences sociales.
- 1915: Er beteiligte sich an dem Wiederaufbau der durch den Ersten Weltkrieg zerstörte Städte.
- 1923: Ernennung zum Sekretär der Société française des urbanistes.
- 1927–1932: Gesamtstadtplanung von Rio de Janeiro: Die Erneuerung einer Großstadt, der umfassend die Erneuerung und Ausschmückung der Stadt beinhaltete. Agache wollte ganz im Sinne des sozialen Städtebaus die Baukunst und die Macht dieser Großstadt hervorheben. Diese Arbeit gilt als die größte verwirklichte Stadtplanung von Agache.
- 1943: Mit Hilfe seiner zwei Schüler verwirklichte er die Stadtplanung von Curitiba. Dieser Plan wird heute noch als Modell des ökologischen Städtebaus betrachtet.